# Moncalieri
Moncalieri là một đô thị và thị xã của Ý. Đô thị này thuộc tỉnh Torino trong vùng Piedmont. Moncalieri có diện tích km2, dân số theo ước tính năm 2009 của Viện Thống kê Quốc gia Ý là 58.005 người. Thị xã có tòa lâu đài được xây thế kỷ 12 và được mở rộng vào thế kỷ 15 sau này trở thành nơi ở ưa thích của Maria Clotilde và Victor Emmanuel II của Ý.
Các đơn vị dân cư: Barauda, Boccia d'Oro, Borgata Palera, Borgata Santa Maria, Borgo Aje, Borgo Mercato, Borgo Navile, Borgo San Pietro, Borgo Vittoria, La Gorra, La Rotta, Moriondo, Revigliasco, Rossi, San Bartolomeo, Sanda-Vadò, Tagliaferro, Testona, Tetti Piatti, Tetti Rolle, Tetti Sapini, Zona Carpice, Zona Nasi.
Đô thị Moncalieri giáp với các đô thị: